# Endless Space 2
  (srp. Beskrajni Svemir 2) je strategijska igra na bazi poteza sa temom naučne fantastike, napravljena od strane „Amplitude Studios“. Nastavak je Endless Space (srp. Beskrajni Svemir) igrice, koja je objavljena 2012 godine. Pristup igrici je bio moguć preko Steam Early Access (srp. Para Rani Pristup) programa još od Oktobra 2016  godine. Zvanično je izdata 18. Maja, 2017 godine.

## Način igre
Na početku igre, igrač može izabrati jednu od nekoliko vrsta, a svaka ima svoje pogodnosti i osobine. Zatim im se daje kontrola nad novonastalom imperijom koju moraju proširiti osvajanjem sistema. Svaki sistem ima do 5 planeta, sa sopstvenim okruženjem, klimom, statistikama (tj. Proizvodnjom, hranom itd.), a ponekad i anomalijama. Anomalije se mogu istražiti pomoću broda istraživača i dati bonuse celom sistemu ili naškoditi celom sistemu. Statistika planeta odlučuje o tome koliko su planete efikasne, dok okruženja odlučuju da li je planeta pogodna za kolonizaciju ili ne. Sposobnost kolonizacije različitih okruženja otključava se istraživanjem. Svakoj planeti se takođe može dodeliti specijalizacija, koja daje bonuse za određene resurse, a dodatni bonusi se dodeljuju na osnovu klime, topologije ili anomalija. Na kraju, igrač može da konstruiše različite strukture, koje daju čitavom sistemu poboljšanja i mogu se graditi neograničen broj puta u celoj imperiji, sa nekoliko izuzetaka koji čine unikatne građevine. Da bi došli do različitih sistema, igrači moraju da se pridržavaju utvrđenih zvezdanih linija, osim ako nisu proučavali posebne tehnologije.
Istraživanje je ključno za napredak kroz igru. Otključava nove konstrukcije, svemirske brodove, oružje, module, nadogradnje, taktike, sposobnosti i druge korisne stvari. Igra trenutno ima 10 različitih vrsta koje igrač može da izabere (uključujući one iz DLC-a). Postoje četiri različite kategorije istraživačkih stabala: vojska, nauka i tehnologija, poslovanje i trgovina i razvoj carstva. Svako drvo ima četiri nivoa koja se mogu otključati samo istraživanjem različitih predmeta na nivou pre, u zavisnosti od podešavanja, broj potrebnih istraženih tehnologija nekog nivoa, pre nego što se sledeći otključa, može da ide od 3 do 6. Politika je takođe važna iz različitih razloga. Svaka rasa ima različite partije, poput industrijalaca i naučnika, koje mogu imati različite statuse, kao što su usađeni i utvrđeni. Postoje i različite vrste vlasti. Takođe, postoji određeni broj zakonskih mesta, na kojima igrač može da preda nove zakone povezane sa određenom strankom koji daju bonuse u određenoj oblasti, u većini slučajeva u zamenu za štetu na nekom drugom resursu. Međutim, zakoni zahtevaju da stranka postigne određeni status, a stranke mogu da donesu "prinudne zakone" bez interakcije igrača. Povećanje partijskog statusa / zastupništva može se postići istraživanjem određenih tehnologija, izgradnjom različitih zgrada i izvođenjem određenih akcija (jedan primer je kako objavljivanje rata, izgradnja bunkera i istraživanje oružja povećava broj militarista).
Da bi proširio svoje carstvo, igrač mora kolonizovati sisteme širom svoje galaksije. Oni se takođe takmiče sa raznim drugim carstvima, koja takođe pokušavaju da pobede u igri. Igrač može komunicirati s njima, najavljujući rat, slati počast ili formirati saveze. Svako carstvo ima svoju teritoriju i različite odnose sa igračem (tj. Hladni rat, rat, oprez itd.) . Postoje i manje civilizacije, sa kojima igrači mogu poboljšati svoje odnose kako bi ih naterali da šalju resurse ili objavljuju rat. Takođe se mogu asimilirati u carstvo igrača ako je njihov odnos dovoljno dobar. Međutim, neprijateljske imperije mogu takođe komunicirati sa tim civilizacijama i raditi isto što i igrač može. 
Za borbu protiv drugih carstava, igračima su potrebni brodovi i kopnene trupe. Igrači mogu učestvovati u brodskim borbama protiv neprijateljskih flota, s tim da je ishod kvazi-slučajan, ali veća snaga flote povećava šansu za pobedu. Mogu se koristiti različite taktike borbe, koje daju bonuse i menjaju opseg sukoba i organizacije flote. Igrači se takođe mogu povući iz bitke, štedeći svoje brodove po cenu da naprave neku štetu, s tim da brodovi ipod 30% života uvek budu uništeni. Igrači takođe mogu izvršiti invaziju tako što će poslati svoje kopnene trupe da se bore protiv branitelja za sistem. Zemaljske trupe igrača mogu se nadograditi, a igrač može odlučiti koji procenat vojske čine oklopne jedinice, pešadija i vazduhoplovstvo. Za obnavljanje kopnenih trupa potrebno je ljudstvo, poseban resurs, a svaki brod može da preveze samo ograničeni broj vojnika, ali se mogu dodavati moduli koji povećaju ovaj kapacitet. Igrači takođe mogu oslabiti branioce neprijateljskog sistema čekajući sa flotom u sistemu u stanju blokade na nekoliko poteza, što smanjuje broj neprijateljskih trupa. Igrač takođe može da koristi određene borbene taktike, koje daju određene bonuse, ali i određene negativne posledice.
Igrač može da dizajnira razliite svemirske brodove. Postoje tri klase brodskih trupa: mali, srednji i veliki. Male i srednje trupe brodova koji imaju više vrsta. Veći trupovi imaju više poena života, kapaciteta radne snage i vojske i modula, ali nedostaje im mobilnost manjih brodova, treba im više resursa i vremena za izgradnju i zauzimaju više prostora u floti. Svaki brod ima pomoćne module i module za naoružanje, gde igrač može opremiti određeno oružje i pomoćne module za razne bonuse, neki moduli na trupovima su i hibridni moduli koji mogu sadržati odbrambene, pomoćne ili oružije kao svoj modul. Svako oružje ima različite statistike i domete. Postoje tri glavna dometa: kratak, srednji i dugi. Svako oružje ima određenu efikasnost u određenim dometima, s nižom efikasnošću smanjujući štetu i tačnost oružja. Određeno oružje ima posebna svojstva; na primer, kinetičko oružje, iako je neefikasno na velikoj udaljenosti, može da napadne dolazne rakete, lovce, bombardere i bombe. S druge strane, lasersko oružije ima mnogo niži stepen oštećenja, ali ne utiče na domet i može da se koristi na bilo kojoj udaljenosti bez opadanja performansi.

## Spoljašnje veze
- Zvanični sajt
- Zvanični wiki igrice